# Perception dermo-optique
Perception dermo-optique (en anglais DOP pour Dermo-optical perception), vision dermique, vision extra-rétinienne, sens paroptique désignent en parapsychologie une prétendue capacité de discrimination de couleurs contrastées et/ou d'images sans utiliser les yeux.
Les personnes qui prétendent avoir une telle perception affirment généralement utiliser la peau de leurs doigts ou de leurs mains et le démontrent souvent en lisant les yeux bandés. Cette capacité n'a pas été démontrée scientifiquement ; de nombreuses mystifications ont été mises à jour,.
On a parlé de vision dermique en biologie marine pour certains poissons dont la peau est capable de réagir à leur environnement sans influx de la rétine.

## Histoire
En Occident, de premiers rapports présentent comme curiosité des personnes supposées lire ou voir avec leurs doigts, à partir du 17e siècle, puis des cas épars sont signalés au fil du temps. L'intérêt scientifique ne se manifeste pas avant le 20e siècle.
Des chercheurs de la perception extrasensorielle ont étudié le « DOP » avec enthousiasme, espérant décrire une perception extra-sensorielle, mais ils purent seulement conclure qu'ils ne pouvaient expliquer par une tricherie certains des résultats.
Le magazine Life avait rapporté des démonstrations faites le 19 avril 1937 et le 12 juin 1964, les qualifiant de « merveilles des rayons X », mais une tricherie a été mise à jour lors des tests faits en conditions contrôlées.
En 2010, une italienne connue sous le nom de R. G. affirmait pouvoir inspecter des boîtes scellées grâce à une vision aux rayons X pour décrire ce qui était à l’intérieur. Massimo Polidoro et Luigi Garlaschelli (chimiste)  et le Adalberto Piazzoli (physicien) l'ont mise à l'épreuve à l'Université de Pavie. Douze objets ont été sélectionnés et placés dans des boîtes en bois ; elle a échoué au test avec une seule réponse correcte.
En 2007, selon Joe Nickell, « à ce jour, personne n'a démontré de manière convaincante, dans des conditions contrôlées de manière appropriée, l'existence d'une vue à rayons X ou de toute autre forme de clairvoyance ou de perception extra-sensorielle ».

## Mystifications

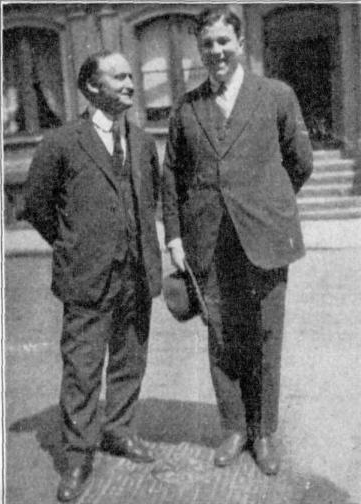
L’illusionniste Harry Houdini avec Joaquín María Argamasilla, qui prétendait voir à travers des objets opaques.

De nombreux artistes de cirque et magiciens ont utilisé divers trucs pour réaliser des exploits les yeux bandés, sans, en général, situer dans la peau l'origine de leur perception supposée. L'écrivain scientifique Martin Gardner a documenté des techniques de prestidigitateurs telles que Rosa Kuleshova, Linda Anderson et Nina Kulagina qui avaient une grande habileté à tromper les enquêteurs pour leur faire croire qu'ils voyaient sans leurs yeux. La connaissance de leurs méthodes de tromperie aurait été nécessaire lors d'enquêtes sur des personnes prétendant posséder une vision sans les yeux. Gardner note que ce ne fut pas le cas.

## Investigations
Refusant le sens commun qui considère la vision sans yeux comme une merveille peu crédible, des investigateurs ont prétendu lui appliquer une expertise sans préjugé.
Louis Farigoule, philosophe de formation, s'intéressa à la question avant sa carrière d'écrivain sous le pseudonyme de Jules Romains. Il relate en 1920 dans La Vision extra-rétinienne et le sens paroptique une série d'expériences destinées à montrer que toute la surface de la peau est capable de percevoir des objets à distance. Cette capacité due à des organes hypothétique de la peau, qu'il nommait ocelles d'après ceux qui existent dans certaines espèces animales, pouvait selon lui, se développer par l'apprentissage, comme celle des autres sens. Les psychologues de la perception, qui avaient considéré la peau en tant qu'organe du toucher, reçurent défavorablement cette publication. Henri Piéron et Louis Lapique avaient assisté à une démonstration : prenant la place du sujet, ils constatèrent qu'ils voyaient avec les yeux, mal, mais assez pour passer l'épreuve. Le bandeau est manifestement insuffisant pour empêcher la vision normale.
La méthode du bandeau sur les yeux est défectueuse, mais aucun échec expérimental ne peut prouver l'inexistence d'un phénomène. Sans application pour la perception à distance par la peau, qui aurait pu donner un intérêt au financement des recherches, elles sont restées sporadiques, et les scientifiques professionnels s'en sont éloignés.
Philosophe et spécialiste du surréalisme, Yvonne Duplessis (1912-2017) a entrepris des expériences qui soutiendraient des explications physiques plausibles correspondant à des perceptions hors des cinq sens. Elle a formé l'hypothèse que la sensibilité de la peau au rayonnement thermique infrarouge serait suffisante pour une perception à courte distance par les mains, après apprentissage. Pour éprouver cette hypothèse, qu'elle oppose à la perception extrasensorielle, elle a construit des dispositifs expérimentaux dans lesquels la vue ne peut avoir part, les mains étant enfermées dans un caisson. La perception dermo-optique, si elle existe, n'est pas une fonction visuelle : aucun compte-rendu n'indique de formation d'image. Il s'agit au plus de discriminer un petit nombre de propriétés de l'objet, par exemple choisir entre deux couleurs. On peut parler prudemment de « prise de conscience interprétative d’impressions ». Même avec la requalification modeste de la perception à distance par la peau, les hypothèses de Duplessis n'ont pas été confirmées.
Dans l'évolution des espèces, la vision s'est développée à partir de sites sensibles à la lumière sur la peau. Ces capteurs subsistent chez certains animaux simples comme le ver de terre. Il se peut que de telles structures, rendues inutiles par le développement d'un organe visuel spécialisé, aient subsisté dans l'organisme humain, mais on n'en a trouvé aucune trace.
La perception cutanée a fait l'objet de recherches classiques, sans explications paranormales. Les chercheurs ont formulé des hypothèses sur la manière dont les doigts ou la peau pourraient permettre de distinguer les objets présentés aux sujets,. Aucune hypothèse n'a été testée avec succès.

## Scepticisme
Joe Nickell, un enquêteur sceptique du paranormal, assimile les publications à prétention scientifique à une « perception dermo-optique » aux performances des nombreux artistes de cirque, illusionnistes, magiciens et mentalistes qui ont utilisé divers trucs pour réaliser des exploits les yeux bandés.
Les expériences menées par des scientifiques sur la perception cutanée n'ont jamais confirmé la possibilité de distinguer des plages de couleur ou des lettres sans relief au moyen des doigts ou de la peau,,,.
Des personnes très sensibles pourraient éventuellement, en passant leurs doigts près de surfaces colorées ou peintes, distinguer des différences dans la chaleur corporelle réfléchie par la surface, ; la perception concernerait la composante invisible, infrarouge, du spectre de réflexion des substances présentées à l'examen. Il ne s'agit donc pas, dans cette hypothèse d'une perception de couleur. Deux surfaces de même couleur renvoient souvent de façon très différente les infrarouges ; tandis que deux surfaces de couleur différentes, mais avec la même caractéristique dans les infrarouges seraient indistinctes. La capacité humaine à détecter par la peau des différences minimes de rayonnement thermique infrarouge comparables à celles entre les niveaux que renvoient différents matériaux exposés uniquement à la chaleur de la main, notamment des encres sur du papier, n'a pas été vérifiée. Selon certains, des personnes aveugles pourraient plausiblement peut-être le faire,.
Jusqu’à ce jour, la communauté scientifique n'a reconnu aucun résultat positif, reconnaissant dans tous les cas une astuce de magicien ou l'impossibilité de réplication fiable. Parmi les fraudes, la reconnaissance des couleurs par la texture de l'encre sur le papier, comme les aveugles entrainés dès leur jeune âge détectent les micro reliefs (du braille notamment). La plupart des prétentions de « perception dermo-optique des couleurs » ont été expliquées comme une fraude utilisant des astuces de magiciens comme jeter un coup d’œil sous le foulard  « jetant un coup d'œil par le nez » (tricherie par les participants),. 